# Gedhun Choekyi Nyima
Gedhun Choekyi Nyima (tibétain : དགེ་འདུན་ཆོས་ཀྱི་ཉི་མ་, Wylie : dge ’dun chos kyi nyi ma), né le 25 avril 1989 à Lhari dans la préfecture de Nagchu au Tibet, a disparu le 17 mai 1995, trois jours après avoir été désigné par le 14e dalaï-lama comme étant la 11e réincarnation du panchen-lama. Accusé par le gouvernement tibétain en exil de l'avoir enlevé ainsi que sa famille et de les retenir prisonniers, le gouvernement chinois déclara que ces derniers, craignant pour la sécurité de leur enfant, lui avaient demandé de les protéger. Le gouvernement de la région autonome du Tibet affirme que le jeune homme vit désormais comme un citoyen ordinaire. En 2018, le dalaï-lama a déclaré qu'il tenait de source sûre que Gedhun Choekyi Nyima était bien vivant et qu'il faisait des études. Cependant, ce dernier n’est jamais réapparu en public depuis 1995, et des instances des Nations unies soulignent le déficit d'information à son sujet.

## Contexte
La nomination et la disparition de Gedhun Choekyi Nyima s'inscrivent dans les relations entre le gouvernement chinois et le 14e dalaï-lama notamment au sujet du processus de reconnaissance des réincarnations.
En 1992, Orgyen Trinley Dorje est reconnu comme le 17e karmapa, 3e dignitaire religieux du Tibet, à la fois par le dalaï-lama et le gouvernement chinois, qui autorisent tous deux son intronisation la même année au monastère de Tsourphou. Le père du karmapa est même autorisé à porter un badge figurant le dalaï-lama, ce qui suggère qu'en 1993-1994, le dégel opéré dans les années 1980 par Hu Yaobang au Tibet était encore visible. Le 3e forum sur le travail au Tibet qui se tint à Pékin en 1994 y mit fin.

## La succession controversée du10epanchen-lama
Le 28 janvier 1989, le 10e panchen-lama meurt subitement à l’âge de 50 ans. Les médecins diagnostiquent une crise cardiaque due au surmenage, alors que le gouvernement tibétain en exil affirme qu'il a été empoisonné par le gouvernement chinois quelques jours après son discours historique critiquant la politique chinoise et affirmant sa loyauté envers le dalaï-lama.
Après sa mort, le Parti communiste chinois chargea Chadrel Rinpoché, responsable du monastère de Tashilhunpo qu'il croyait lui être favorable,, de trouver la réincarnation du panchen-lama. Le dalaï-lama proposa au gouvernement de Pékin de dépêcher une délégation de hauts dignitaires religieux pour assister Chadrel Rinpoché, mais l’offre fut rejetée par la Chine, qui la qualifia de « superflue ». Le dalaï-lama et les autorités tibétaines commencèrent à organiser les recherches de leur côté suivant les traditions tibétaines. Au Tibet, Chadrel Rinpoché retint trois enfants aux qualités remarquables, dont le petit Gedhun Choekyi Nyima, fils de nomades tibétains. Selon Tempa Tsering, les communications entre le dalaï-lama et Chadrel Rinpoché étaient officielles et utilisaient les canaux de l'ambassade de Chine en Inde, ou de l'association bouddhiste de Chine. Lors de l'examen, Gedhun reconnut sans hésiter les biens du défunt lama. Il avait d'ailleurs déclaré à ses parents : « Je suis le Panchen Lama, mon monastère est le Tashilhunpo ». Le 14 mai 1995, ce jeune garçon de six ans fut officiellement désigné par le dalaï-lama comme étant le 11e panchen lama, sur les conseils de l'oracle de Nechung. Il a affirmé qu'il s'agissait d'une « question purement religieuse » et a appelé la Chine « à élargir son accord, sa coopération et son assistance ».

## Disparition forcée
Trois jours après sa désignation, Gedhun Choekyi Nyima et ses parents disparurent, et furent placés dans un lieu tenu secret, à Pékin selon Tibet Information Network. La disparition de l'enfant à l'âge de six ans, souvent qualifiée d'enlèvement,,, fit de lui, selon les exilés tibétains et des associations de défense des droits de l'homme dont Amnesty International, « le plus jeune prisonnier politique du monde »,,,,.
Selon le Centre tibétain pour les droits de l'homme et la démocratie, le même jour Chadrel Rinpoché a été arrêté et emprisonné pour avoir informé le dalaï-lama. Sept ans plus tard, en 2002, il a été relâché et mis en résidence surveillée.
La Chine a démenti durant plus d'une année détenir Gedhun et sa famille,. 
Le documentaire de 2025 ITV Exposure, Inside China: The Battle for Tibet enquête en Chine sur le sort de Gedhun Choekyi Nyima. Il indique qu'une unique photo de lui a fait surface depuis son enlèvement à Lhari. Kate Saunders, spécialiste du Tibet, qui a obtenu cette photo inédite déclare : « Cela semble montrer Gedhun Choekyi Nyima. Il a un hélicoptère jouet ; il est assis sur les genoux de son père. Il pourrait avoir 10 ans ou 11 ans…. Je pense que c’est authentique, mais nous n’avons toujours pas été en mesure de le confirmer pleinement. » Les auteurs du documentaire indiquent que ceux qui pourraient connaître la provenance de la photo ont trop peur de parler pour donner des informations.

### Demande du Comité des droits de l'enfant
Le 28 mai 1996, son cas fut examiné par le Comité des droits de l'enfant de l'ONU dépendant du Haut-Commissariat des Nations unies aux droits de l'homme, et les autorités chinoises admirent pour la première fois avoir « pris l'enfant pour sa sécurité ». L'ambassadeur chinois Wu Jianmin déclara au Comité : « puisque les séparatistes cherchaient à enlever l’enfant, ses parents se sont inquiétés pour sa sécurité et ont demandé la protection du gouvernement chinois, qui leur a été fournie. L’enfant habite avec ses parents dans de bonnes conditions », sans préciser où se trouve l'enfant. Le Comité demanda à rendre visite à Gedhun Choekyi Nyima, mais les autorités chinoises ne donnèrent jamais suite et le dossier n'a pas avancé depuis, malgré un appel lancé régulièrement par près de 400 associations et personnalités (dont 11 prix Nobel) réclamant cette visite.
En 1997, une délégation américaine s'est vu dire qu'il était à Pékin. Selon le Centre tibétain pour les droits de l'homme et la démocratie, la RPC refuse tout accès extérieur à Gendhun Choekyi Nyima et à ses parents.
Une alerte AMBER mondiale a été lancée par le monastère de Tashilhunpo en Inde, siège d'exil du panchen-lama, et une récompense est offerte à toute personne fournissant une information permettant d'entrer en contact avec lui.

## Déclarations et informations sur l'enfant
En 2002, Amnesty International demanda au président américain George Bush de demander au président chinois Jiang Zemin des informations sur l'enfant et sa famille, et la levée de toute restriction de leur liberté de mouvement.
Bien qu'il soit reconnu par le dalaï-lama et le gouvernement tibétain en exil comme la réincarnation d'un des plus hauts dignitaires religieux et très apprécié des Tibétains, en 2005, Gedhun Choekyi Nyima menait, selon le gouvernement chinois, une vie normale et était scolarisé, sa localisation étant gardée secrète pour des raisons de sécurité.
En avril 2006, dans un communiqué remis à l'agence de presse Reuters, le gouvernement chinois démentait que Gedhun Choekyi Nyima fût retenu en tant que prisonnier politique, précisant que, « loin d'être la réincarnation du panchen lama », il n'était « qu'un garçon comme les autres », qu'il « menait une vie normale et heureuse et recevait une bonne éducation ». 
En août 2006, une délégation du Groupe d'information internationale sur le Tibet en visite à Pékin et à Lhassa demandant des nouvelles de Gendun Choekyi Nyima obtint comme réponse qu'il « préfère vivre retiré, mais qu'il s'exprimera publiquement lorsqu'il aura atteint sa majorité ».
En avril 2008, le Tibetan UN Advocacy signalait que la République populaire de Chine n'avait pas répondu à une question posée en mai 2007 par Asma Jahangir, rapporteur spécial sur la liberté de religion ou de croyance du Conseil des droits de l'homme des Nations unies, qui demandait aux autorités chinoises quelles mesures elles avaient prises pour appliquer la recommandation du comité des droits de l'enfant et de permette à un expert indépendant de rendre visite à Gedhun Choekyi Nyima. Dans leur réponse en date du 17 juillet, les autorités chinoises firent la déclaration suivante : « Gedhun Choekyi Nyima est un jeune Tibétain parfaitement ordinaire, jouissant d'une santé excellente, menant une vie normale et heureuse, recevant une formation et une éducation culturelle satisfaisantes. Il est actuellement au lycée, il mesure 1,65 m et est très facile à vivre par nature. Il se donne à fond à ses études et ses résultats scolaires sont très satisfaisants. Il apprécie la culture chinoise traditionnelle et vient de se mettre à la calligraphie. Ses parents sont tous deux fonctionnaires et ses frères et sœurs sont soit à l'université, soit déjà dans la vie active. L'allégation selon laquelle il a complètement disparu ainsi que ses parents et que son lieu de résidence n'est pas connu est tout simplement fausse ».
En juillet 2010, Tseten Samdup Chhoekyapa, le représentant du dalaï-lama à Genève, se déclarait particulièrement inquiet au sujet de Gedhun Choekyi Nyima car n'ayant pas de nouvelles de lui depuis son arrestation.
En mars 2010, Padma Choling, président tibétain du gouvernement de la région autonome du Tibet, a indiqué que le garçon vivait maintenant comme citoyen ordinaire du Tibet. « Ses frères et sœurs cadets vont à l'université ou ont déjà commencé à travailler », a-t-il indiqué. « Ce garçon est une victime. Lui et sa famille ne veulent pas être dérangés et souhaitent mener une vie ordinaire ». C'est aussi la raison invoquée par Hao Peng, un responsable du Parti communiste de la région autonome du Tibet, pour expliquer pourquoi l'on ne peut lui rendre visite.
Selon le TCHRD, en 2012, personne, en dehors du gouvernement chinois, ne savait ce que l'enfant et sa famille étaient devenus.
En mai 2020, à l’occasion du vingt-cinquième anniversaire de sa disparition, les États-Unis, par la voix de Mike Pompeo, demandent des explications aux autorités chinoises, indiquant être « inquiets de la campagne continue de la Chine pour éliminer l’identité religieuse, linguistique et culturelle des Tibétains ». Le gouvernement communiste indique qu’il mène une existence paisible à Pékin sans autre précision.

## Réactions
Frédéric Lenoir considère que l'aura de Gedhun Choekyi Nyima est si importante au Tibet que s'il était libre, « il représenterait un candidat sérieux pour la succession de l'actuel dalaï-lama ». C'est pourquoi soit il a été assassiné, soit il est enfermé pour recevoir « une éducation communiste de première main, espérant en faire un jour une marionnette ».
Selon Nirupama Rao (en), Gyalo Thondup, un des frères aînés du 14e dalaï-lama, affirme que des représentants du Conseil d'État chinois étaient parmi ceux qui l'avaient contacté, souhaitant obtenir les avis du dalaï-lama pour le choix du nouveau panchen-lama, dont Chatral Rinpoché qui en juillet 1993 lui remit une lettre à Pékin. Le dalaï-lama y répondit par une lettre que Thondup porta à l'ambassadeur de Chine à Delhi et qui resta sans réponse. Selon Thondup, l'opération capota quand Dharamsala annonça qui serait le nouveau panchen-lama sans en avoir informé au préalable les Chinois, lesquels rejetèrent aussitôt ce choix. Le samedi 13 mai 1995, le secrétaire du dalaï-lama informa Thondup que le dalaï-lama reconnaîtrait officiellement et publiquement le panchen-lama le lendemain. Thondup réussit à contacter les officiels chinois, furieux que le dalaï-lama n'ait pas contacté les Chinois, et l'accusant de manœuvre politique. Thondup tenta de les calmer, rappelant les tentatives de les contacter à chaque étape, sans réponse de leurs parts. Il les mit en garde, mais ils n'en tinrent pas compte.

## Soutien et manifestations
Tous les ans, les associations de soutien au Tibet manifestent vers la date de son anniversaire, le 25 avril.

## Déclaration du dalaï-lama en 2018
En avril 2018, le dalaï-lama a déclaré que, alors que l'on était sans nouvelles de Gedhun Choekyi Nyima, le panchen-lama qu'il avait reconnu, une « source fiable » indiquait désormais que celui-ci était bien vivant et recevait une éducation normale. « Nous verrons », a-t-il dit. Il espérait que le panchen-lama officiel (reconnu par les Chinois), Gyancain Norbu, étudiait bien, sous la conduite d'un bon enseignant. Il y avait des exemples, dans la tradition bouddhiste tibétaine, de lamas ayant plus d'une réincarnation, à l'instar de Jamyang Khyentsé Wangpo, même si un seul peut détenir le siège, a-t-il conclu. 
Cependant, Gedhun Choekyi Nyima n’est jamais réapparu depuis sa disparition en 1995.

## Groupe de travail des Nations unies sur les disparitions forcées ou involontaires
En 2019, le groupe de travail des Nations unies sur les disparitions forcées ou involontaires a demandé à la Chine de fournir des explications sur le lieu où se trouve Gedhun Choekyi Nyima, son statut religieux et ses conditions de détention. Cependant, la réponse de la Chine n'était pas différente de l'affirmation antérieure selon laquelle il avait reçu une éducation et ne souhaitait pas être dérangé. Les autorités chinoises ont ajouté qu'« il est allé à l'université » et « il a actuellement trouvé un emploi ». Le groupe de travail de l'ONU a déclaré que la réponse de la Chine n'était « pas jugée suffisante », ne révélant ni où il se trouve avec sa famille, ni s'ils sont en bonne santé.
Le Groupe de travail des Nations unies sur les disparitions forcées ou involontaires considère que l'enlèvement et la détention présumés de Gedhun Choekyi Nyima et de sa famille constituent une disparition forcée et, au 25 juin 2024, continue de demander que la vérité sur le sort de Gedhun Choekyi Nyima et le lieu où il se trouve soit révélée rapidement et publiquement.

## Documentaire
- L'enfant volé, film de Ludovic Segarra, 2005 – 53 minutes.